# Ausculta fili
 Ausculta fili  (o Ausculta filii) è una bolla di papa Bonifacio VIII, pubblicata il 5 dicembre 1301. Il Papa rimprovera energicamente il re francese Filippo il Bello per non aver tenuto conto della Clericis laicos e per la sua mancata obbedienza al Papa. Questa bolla è, in pratica, una sintesi della dottrina teocratica di Bonifacio VIII, in base alla quale la supremazia del pontefice non era limitata al solo potere spirituale, ma doveva essere estesa anche al potere temporale. Il punto centrale è costituito dalla dottrina secondo la quale il Papa può intervenire negli affari temporali visto che il re è un peccatore, anzi un peccatore ostinato. Bonifacio fa poi seguire una serie di lamentele: il re si arroga il diritto di conferire benefici senza il consenso della sede apostolica, non teme di impadronirsi, né di occupare i beni dei chierici, né di citare innanzi ai suoi tribunali prelati o altri membri del clero. Contro questi "delitti, crimini e peccati" il Papa aveva più volte levato la voce, ma Filippo, "come aspide sordo", ha persistito nel suo errore: "hai turato le tue orecchie e non hai ascoltato le nostre salutari ammonizioni"; a forza di ripeterle, dice ancora Bonifacio VIII, "la sua gola, come quella del salmista, si è fatta roca".
Di fronte a questa ostinazione, il Papa avrebbe diritto di "prendere contro di lui le armi, l'arco e la faretra". Potrebbe scomunicare Filippo. Ma, come un padre, egli vuole ancora una volta avvertirlo "mentre sei ancora in uno stato di timore".
In Francia, la bolla Ausculta fili fu lacerata e bruciata segretamente; ne vennero peraltro estratte e modificate alcune proposizioni, in modo da falsarne il contenuto, che furono diffuse sotto forma di bolla (la Deum time o Scire te volumus), così da suscitare la reazione popolare contro la pretesa di Bonifacio di sottomettere il re nel potere temporale.
La Ausculta fili si inserisce nell'aspra lotta condotta da Filippo il Bello contro Bonifacio VIII.